# Folha da Manhã (Porto Alegre)
Folha da Manhã foi um jornal brasileiro publicado pela Companhia Jornalística Caldas Júnior em Porto Alegre entre 1969 e 1980.
Quando a Folha da Manhã começou a circular, no dia 12 de novembro de 1969, a CJCJ já publicava outros dois jornais diários na capital gaúcha: o Correio do Povo, em formato standard; e a Folha da Tarde, em formato tablóide. A Folhinha, como passou a ser chamada pelos portoalegrenses, foi uma nova opção de tablóide matutino, lançada para concorrer diretamente com o jornal Zero Hora, do Grupo RBS. Para isso, veio com algumas inovações gráficas, uma linguagem cotidiana que procurava fugir da sisudez do Correião, mas também buscando um aprofundamento interpretativo que apostava num público diferenciado, jovem e de formação universitária.
O período de apogeu da Folha da Manhã foi entre os anos de 1974 e 1978, quando seu diretor era o jornalista Ruy Carlos Ostermann. Ruy instituiu a prática de grandes reportagens e uma autonomia de redação inédita, formando uma geração de repórteres investigativos e tornando o jornal uma das forças de enfrentamento à ditadura.
Pelo jornal passaram repórteres como Caco Barcelos, Licínio Azevedo e Jorge Escosteguy, o cronista Luis Fernando Verissimo, o ilustrador Edgar Vasques, os críticos de cinema Luiz Carlos Merten e Tuio Becker, o editor de música e cultura Juarez Fonseca, os futuros escritores Eduardo San Martin, Nei Duclós, José Onofre e Carlos Urbim, etc.
Em 1978, um episódio de censura terminou provocando a demissão de toda a redação do jornal, inclusive de seu diretor. Isso marcou o início da decadência da Folha da Manhã, que acabou saindo de circulação em 22 de março de 1980.